# 白脚桐棉
白脚桐棉（学名：Thespesia lampas）为锦葵科桐棉属下的一个种。